# Carlos Aguilera Marín
Pour les articles homonymes, voir Aguilera.
Carlos Aguilera Martín est un footballeur espagnol né le 22 mai 1969 à Madrid. Il évolue au poste de latéral droit.
Carlos Aguilera obtient 7 sélections en équipe d'Espagne et participe à la Coupe du monde 1998 avec cette équipe.

## Carrière
- 1987-1993 : Atlético de Madrid  Espagne
- 1993-1996 : CD Tenerife  Espagne
- 1996-2005 : Atlético de Madrid  Espagne[1]

## Palmarès
- 7 sélections et 0 but en équipe d'Espagne entre 1997 et 1998
- Vainqueur de la Coupe d'Espagne en 1991 et 1992 avec l'Atlético de Madrid
- Finaliste de la Coupe d'Espagne en 1999 et 2000 avec l'Atlético de Madrid
- Champion d'Espagne de D2 (Segunda División) en 2002 avec l'Atlético de Madrid